# Sarupanlæg
Et Sarupanlæg er en type af kultanlæg der blev opført mange steder i Danmark i begyndelsen yngre stenalder (3.500 -3.200 f.Kr.).
Anlæggets navn stammer fra Sarup på Fyn i nærheden af Haarby hvor et sådant første gang blev udgravet. Anlægget stammer fra omkring 3400 f.Kr..
Et Sarupanlæg har sandsynligvis fungeret som en kultplads, i hvis opførelse hundredvis af personer må have deltaget. Anlæggene bestod af en stor, indrammet plads, der var afgrænset af aflange nedgravninger, såkaldte systemgrave og evt. af kraftige stolpehegn. Systemgravene, der kan være op til 2 m dybe og 20 m lange og 5 m brede, blev fyldt op straks efter de var blevet tømt. På deres bund blev placeret specielle, men altid fragmenterede genstande, bl.a. menneskeknogler. Disse knogler var sekundært placeret her, efter at de over flere år var skeletteret og udtørret. Pladserne indgik som stedet for en slags sekundær begravelse af menneskeknogler, men også af dyreknogler, økser, lerkar og kværnsten. Aktiviteterne kan måske  svare til det der sker, når man i en fure sår frø med henblik på spiring.
Fra pladsernes inderflader er der kun få fund, bl.a. nogle få gruber. Interessant er det, at man her finder hele lerkar og økser. Men inderfladerne synes at have været et forbudt område, aktiviteterne foregik udenfor ved systemgravene, og her kun i meget kort tid.
Mange sarupanlæg blev genbrugt i de kommende århundreder, hvor der skete genopgravninger i dem. Ved de sidste aktiviteter omkring 3.000 f.Kr. blev der deponeret bopladsaffald i toppen af systemgravene
Sarupanlæg er, foruden det i Sarup, fundet mange andre steder i Danmark, bl.a. syd for Haderslev og Skævinge i Nordsjælland. Men er også siden blevet fundet andre steder i Europa, og "Sarupanlæg" (engelsk: Sarup-enclosures, causewayed- enclosures ) er således blevet den internationalt anvendte betegnelse for denne form for anlæg.